# Befristete Vorbeugungshaft
Befristete Vorbeugungshaft (BV) (auch „Befristete Vorbeugehaft“ genannt) ist eine auch in der Forschungsliteratur weit verbreitete, fälschliche Bezeichnung für eine Kategorie von KZ-Häftlingen, die im Lagerjargon „BV-ler“ oder „Berufsverbrecher“ genannt wurden. Die Auslegung des Kürzels „BV“ als „Befristete Vorbeugungshaft“ gilt als widerlegt.

## Begriff
Die Behauptung, bei den „BV-Häftlingen“ habe es sich um „Befristete Vorbeugungshäftlinge“ gehandelt und aus der Abkürzung „BV-ler“ sei dann die Bezeichnung „Berufsverbrecher“ entstanden, geht auf Eugen Kogon und sein 1946 erschienenes Buch Der SS-Staat – Das System der deutschen Konzentrationslager zurück. Seine Auslegung wurde in zahlreiche Darstellungen reputabler Historiker übernommen.
Wolfgang Ayaß wies 1988 darauf hin, dass sich die Bezeichnung „befristete Vorbeugungshaft“ nicht in amtlichen Erlassen nachweisen lässt. Es gab ab 1933 lediglich eine polizeiliche Vorbeugehaft, die jedoch unbefristet war. Julia Hörath bedauert, dass die Deutung Kogons trotz wiederholter Richtigstellung unkritisch weiter verbreitet wird. Nachgewiesen sind die Bezeichnungen „Vorbeugende Polizeihaft“ beziehungsweise „Polizeiliche Vorbeugungshaft“; der Begriff „Befristete Vorbeugungshaft“ ist weder vor 1933 noch in der Zeit des Nationalsozialismus nachweisbar. So erging im November 1933 ein Erlass über die „Anwendung der vorbeugenden Polizeihaft gegen Berufsverbrecher“; dieser Freiheitsentzug war mit einem Haftprüfungstermin verknüpft, jedoch grundsätzlich unbefristet. In den Haftbefehlen stand das Kürzel „BV“ für „Berufsverbrecher“.
Hörath nimmt an, das Lagerpersonal habe „in Unkenntnis des gängigen polizeilichen Vokabulars“ das Kürzel fälschlich als „Befristete Vorbeugungshaft“ verschriftlicht. Die Sichtung von Quellen von Kriminalpolizei und SS zeigt aber, dass in diesen die Entsprechung „Befristeter Vorbeugehäftling“ für das Kürzel BV(er) nicht gebraucht wurde, anzunehmen ist deshalb, dass die Geschichtsforschung hier Begriffserläuterungen aus der Erinnerungsliteratur unkritisch übernommen hat, wodurch der Eindruck gefördert wird, Vorbeugehäftlinge seien gegenüber Schutzhäftlingen strukturell bevorzugt gewesen.

## Hintergrund

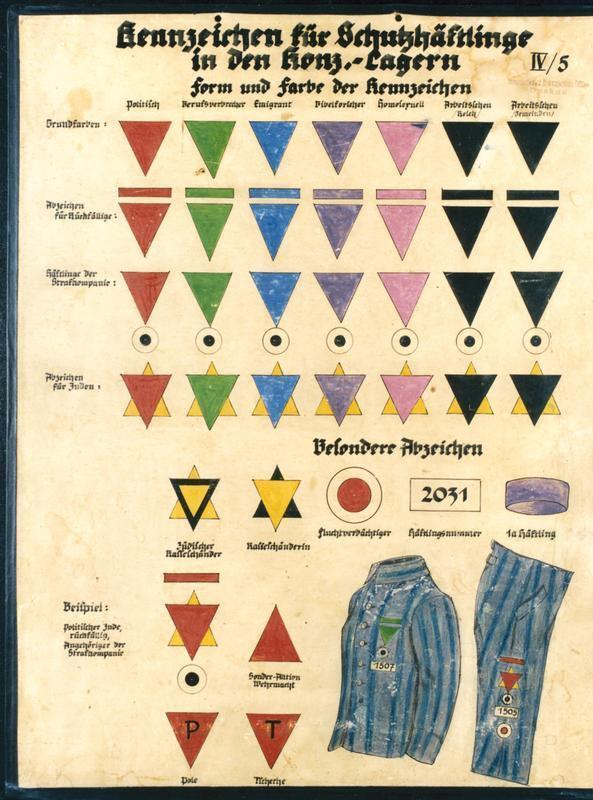
Kennzeichen von KZ-Häftlingen

Bereits ab 1933 waren Mehrfach-Vorbestrafte in „Vorbeugehaft“ genommen und in Konzentrationslager eingewiesen worden. Diese Maßnahme war jedoch auf wenige hundert Personen beschränkt geblieben. Im Januar 1937 erklärte Heinrich Himmler gegenüber Wehrmachtsoffizieren: „Ich gehe jetzt, weil mir die Kriminalität in Deutschland immer noch zu hoch ist, dazu über, Berufsverbrecher in viel größerem Umfange als bisher schon nach einigen Strafen, nach drei oder vier Malen, einzusperren und nicht mehr loszulassen.“ Diese „erhebliche Anzahl unsicherer Kantonisten“ sei andernfalls der „Nährboden für höchst unangenehme Entwicklungen im Falle eines Krieges“.
Himmler ordnete im Februar 1937 an, zweitausend nicht in festen Arbeitsverhältnissen beschäftigte „Berufs- und Gewohnheitsverbrecher“ festzunehmen und in Konzentrationslagern einzusperren. Diese Aktion wurde im März 1937 durchgeführt. Die Zahl der „Vorbeugehäftlinge“ hatte sich damit verfünffacht.
Nach Julia Hörath war diese Funktionserweiterung der Konzentrationslager nicht ausschließlich zentral gesteuert, vielmehr habe sich der Gedanke einer erbbiologisch begründeten „rassischen Generalprävention“ allmählich im Wechselspiel zwischen lokalen und zentralen Behörden herausgebildet.
Die mit einem grünen Winkel gekennzeichneten „BV-ler“ wurden häufig als Funktionshäftlinge eingesetzt und waren bei den „politischen Häftlingen“ verhasst. In der Spätphase des Krieges wurden mehrere „Berufsverbrecher“ aus den Konzentrationslagern für die SS-Sondereinheit Dirlewanger angeworben.
Im Nationalsozialismus waren auch die in Konzentrationslagern internierten Schutzhäftlinge vollkommen rechtlos gestellt. Die Schutzhaft beruhte ebenso wie die Polizeiliche Vorbeugehaft auf der Reichstagsbrandverordnung vom 28. Februar 1933, die praktisch alle individuellen Grundrechte außer Kraft gesetzt hatte, von den Nationalsozialisten während ihrer zwölfjährigen Diktatur niemals aufgehoben wurde und die Grundlage ihrer Herrschaft blieb.

## Forschungslage
In der Forschung zum nationalsozialistischen Lagersystem blieb die Rolle der Kriminalpolizei, die sowohl „Asoziale“ wie auch „Berufsverbrecher“ als kriminalpolizeiliche Vorbeugungshäftlinge einwies, lange kaum beachtet. Nach Ayaß sind die „Grünen“ die „wohl am schlechtesten erforschte Häftlingsgruppe“. Es seien ihre Sozialstruktur und ihre Lebenswege vor der Verhaftung nicht hinreichend untersucht. Über ihre Vorstrafen sei selten bekannt, ob es sich um schwere Straftaten oder mehrere geringfügige Delikte gehandelt habe. Die Einordnung von Kleinkriminellen als „Berufsverbrecher“ oder als „arbeitsscheuer Asozialer“ blieb teilweise dem Zufall überlassen.
Ein Forschungsdesiderat besteht nach Ayaß auch bei der zahlenmäßigen Dimension. Ob die Zahl der männlichen deutschen nichtjüdischen „Politischen Häftlinge“ die der „Kriminellen“ übertraf, ist noch nicht erforscht.
Für das KZ Dachau wurden 6405 „Berufsverbrecher“ nachgewiesen, im KZ Mauthausen waren 4234 „Berufsverbrecher“ und 11.098 „Sicherungsverwahrte“ inhaftiert. Im KZ Sachsenhausen konnten insgesamt 9181 „Berufsverbrecher“, „Sicherungsverwahrte“ und „Vorbeugehäftlinge“ ermittelt werden.